# Sergio Dueñas Ruiz
Sergio Dueñas Ruiz (Osuna, Sevilla, 11 de septiembre de 1992), deportivamente conocido como Moyita, es un futbolista profesional español. Actualmente juega como centrocampista en el Real Murcia CF de la Primera Federación.

## Trayectoria
Formado en la cantera del Osuna Bote Club, acumula experiencia en Segunda División B ya que Moyita debutó en Segunda División B con la camiseta del Real Betis B en el ejercicio 2014-15 y en la siguiente temporada reforzaría al CF Villanovense. Más tarde, firmaría con el conjunto del Écija Balompié con el anotó un gol y firmó 5 asistencias en 17 encuentros de Liga.
En el mercado de invierno de la temporada 2016-17, firma con el Ontinyent CF, donde disputó el anhelado play off de ascenso a Segunda División B con el cuadro de El Clariano, que figuraba en la zona alta de la tabla clasificatoria del grupo VI de Tercera División, donde anotó 4 goles y facturó 7 asistencias.
En agosto de 2016, el extremo Moyita regresa al Écija Balompié, que el curso anterior intervino en el ‘play off’ de ascenso a Segunda División B, para reforzar al plantel de Juan Carlos Gómez. En el club astigitano consiguió el Trofeo Once Torres al jugador más regular del equipo según los aficionados.
Moyita jugó durante la temporada 2017-18 en el Écija Balompié, equipo con el que marcó 7 goles en los 36 partidos de liga que disputó y a pesar del buen año realizado, no pudo impedir el descenso del club andaluz a Tercera división. El RCD Mallorca antes de acabar la temporada 2017-18, había cerrado el fichaje de Moyita por dos temporadas mucho antes de acabar la temporada y corrió más que el resto de competidores en la puja.
El 30 de agosto de 2018, antes de cerrar el mercado veraniego de fichajes, el jugador llega cedido al Fútbol Club Cartagena del Grupo IV de la Segunda División B por el conjunto balear durante la temporada 2018/19.
En agosto de 2019 renovó contrato hasta 2022 y se marcha cedido al Rayo Majadahonda del Grupo I de la Segunda División B por el conjunto balear durante la temporada 2019/20.
En septiembre de 2020 se oficializó su fichaje por el Hércules de Alicante CF de la Segunda División B de España.
El 11 de julio de 2021, firma por el UCAM Murcia CF de la Primera División RFEF.
El 26 de junio de 2022, firma por el KMSK Deinze de la Segunda División de Bélgica.
El 26 de julio de 2022, regresa a España sin debutar con el conjunto belga y firma por el C.D. Alcoyano de la Primera División RFEF de España.
El 21 de julio de 2023, firma por el Club Deportivo Castellón de la Primera División RFEF de España.
El 9 de julio de 2025, se confirna su fichaje por el Real Murcia CF, de la Primera Federación RFEF de España.
.

## Clubes
| Club                           | País    | Años        |
| ------------------------------ | ------- | ----------- |
| Osuna Bote Club                | España  | 2012-2013   |
| Betis Deportivo Balompié       | España  | 2013-2015   |
| CF Villanovense                | España  | 2015-2016   |
| Écija Balompié                 | España  | 2016-2017   |
| Ontinyent CF                   | España  | 2016-2017   |
| Écija Balompié                 | España  | 2017-2018   |
| Real Club Deportivo Mallorca   | España  | 2018-2020   |
| Fútbol Club Cartagena (cedido) | España  | 2018-2019   |
| Rayo Majadahonda (cedido)      | España  | 2019-2020   |
| Hércules de Alicante CF        | España  | 2020-2021   |
| UCAM Murcia CF                 | España  | 2021-2022   |
| KMSK Deinze                    | Bélgica | 2022        |
| CD Alcoyano                    | España  | 2022-2023   |
| CD Castellón                   | España  | 2023-2025   |
| Real Murcia C.F.               | España  | 2025 - Act. |